# عبد الرحمن النصراني
عبد الرحمن النصراني (عٌرف باسم خرسدولس) (توفي 1131) (باليونانية: Χριστόδουλος) شخصية بارزة في صقلية النورمانية، بعد سقوط الدولة الفاطمية في جنوب إيطاليا، ربما كان أرثوذكسيًا يونانيًا (صيغة الاسم العربي شائعة للأرثوذكسيين اليونانيين) أو مسلمًا متحولًا للمسيحية، وكان أول أمير لباليرمو (لاحقًا أميرال) تحت حكم النورمان. نشأ بعد وفاة الكونت سيمون ملك صقلية في عام 1105 وتولى منصب الأمير بحلول عام 1107، أثناء ولاية أديلايد ديل فاستو على ابنها الملك روجر الثاني ملك صقلية.
في الأصل، يُعتقد أنه خلف لحكام باليرمو المسلمين السابقين، وبسبب أهمية باليرمو كعاصمة المقاطعة والمقر الدائم للبلاط النورماندي، وواحدة من أكبر المدن في أوروبا وميناء تجاري رئيس وقتئذٍ، جعلت منصبه ذا أهمية وطنية. عُيِّن مسؤولًا عن بناء البحرية وحصل على لقبين: لقب النبل [الإنجليزية] ولقب كاتب المحكمة العليا [الإنجليزية] وكان رئيسًا لمجلس الدولة. وبذلك فقد يرجع له الفضل الأكبر في تطوير دور الأميرال.
في عام 1123، قاد عبد الرحمن النصراني حملة بحرية ضد المهدية، لكنها فشلت فشلًا ذريعًا. وقد عين نائبًا له في القيادة هو جورج الأنطاكي، الذي كان يونانيًّا، وبدأ تألق الأخير يطغى على الأمير العجوز. لم يكن عبد الرحمن النصراني خارج دائرة الاهتمام أبدًا، لكن نفوذه تراجع بشكل كبير بعد ذلك وكان خارج السلطة بحلول عام 1127، عندما ظهر آخر مرة بجانب جورج والملك روجر في مونتيسكاليوسو، ومن المحتمل أنه مات في ذلك الوقت أيضًا. وقد خلفه نائبه في القيادة جورج الأنطاكي.